# Belhade
Belhade település Franciaországban, Landes megyében. Lakosainak száma 222 fő (2022. január 1.). Belhade Argelouse, Mano, Moustey, Pissos, Sore és Saint-Symphorien községekkel határos.

## Népesség
A település népességének változása:
| Lakosok száma | 134  | 112  | 101  | 158  | 199  | 197  | 198  | 207  | 211  | 222  |
|               | 1968 | 1982 | 1990 | 2006 | 2013 | 2015 | 2017 | 2019 | 2020 | 2022 |